# Sertab Gibi
Sertab Gibi is het derde album van de Turkse singer-songwriter Sertab Erener.

## Nummers
1. Uzaklara
2. Aslolan Aşktır
3. İncelikler Yüzünden
4. Seyrüsefer
5. Dağ Gibiyim
6. Yara
7. Aaa!...
8. Bozlak
9. İyi Ki Doğdun
10. Yüz Yüzeyim
11. Yağmur Gülleri
12. Kera